# ARJ (ファイルフォーマット)
ARJ (Archived by Robert Jung)は、高効率の圧縮ファイルアーカイブを作成するために1991年にRobert K. Jungによって設計されたソフトウェアおよびファイル形式。最新版はMS-DOSとOS/2向けにバージョン2.86、Microsoft WindowsとLinux向けにバージョン3.20が存在する。ARJの一部はアメリカ合衆国特許第 5,140,321号（失効）の対象となっていた。

## 対応ソフト
- 7-Zip
- WinRAR
- Zipeg
- DeArj
- UnArjMac